# Tượng thú nhỏ

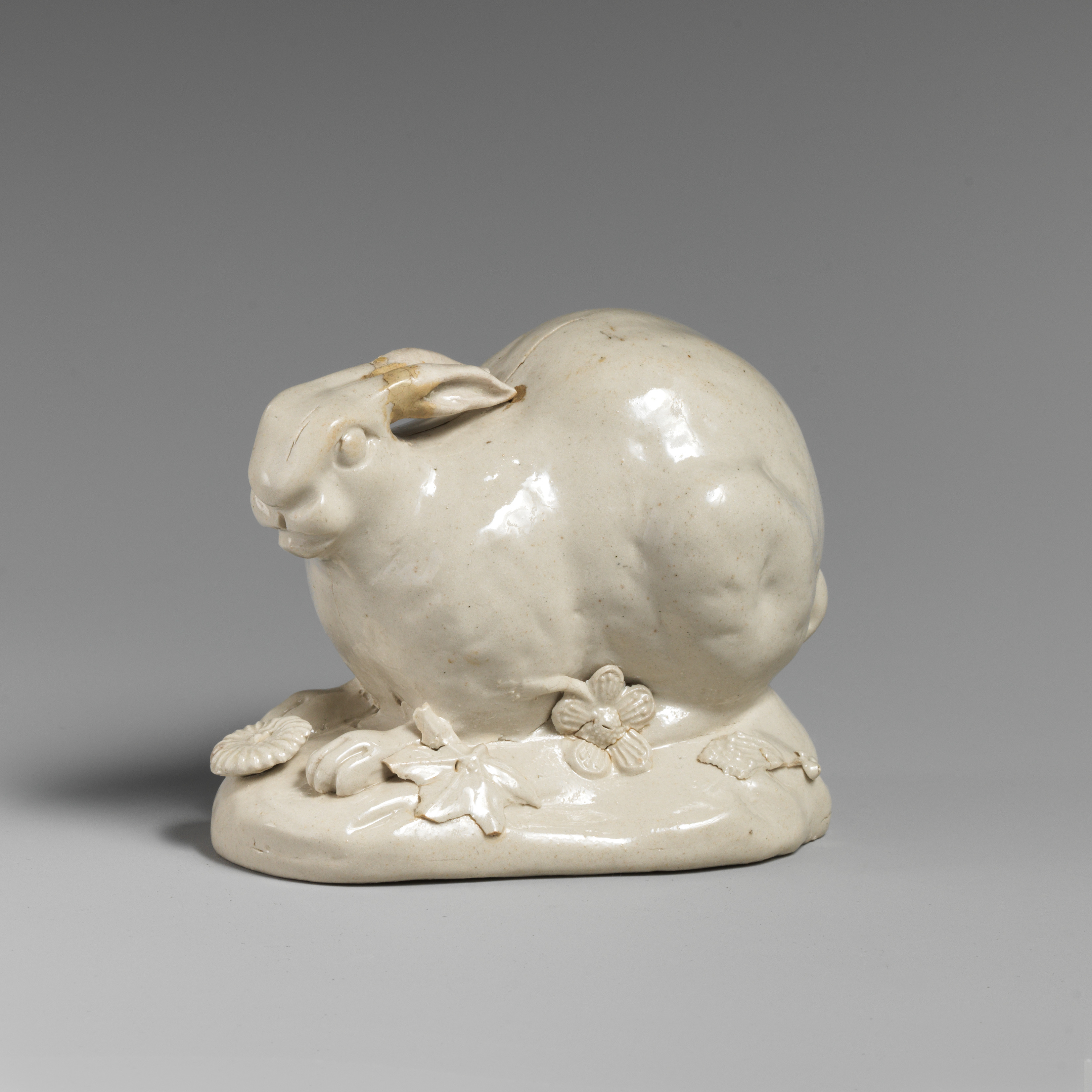
Tượng thỏ của dòng sản phẩm Staffordshire

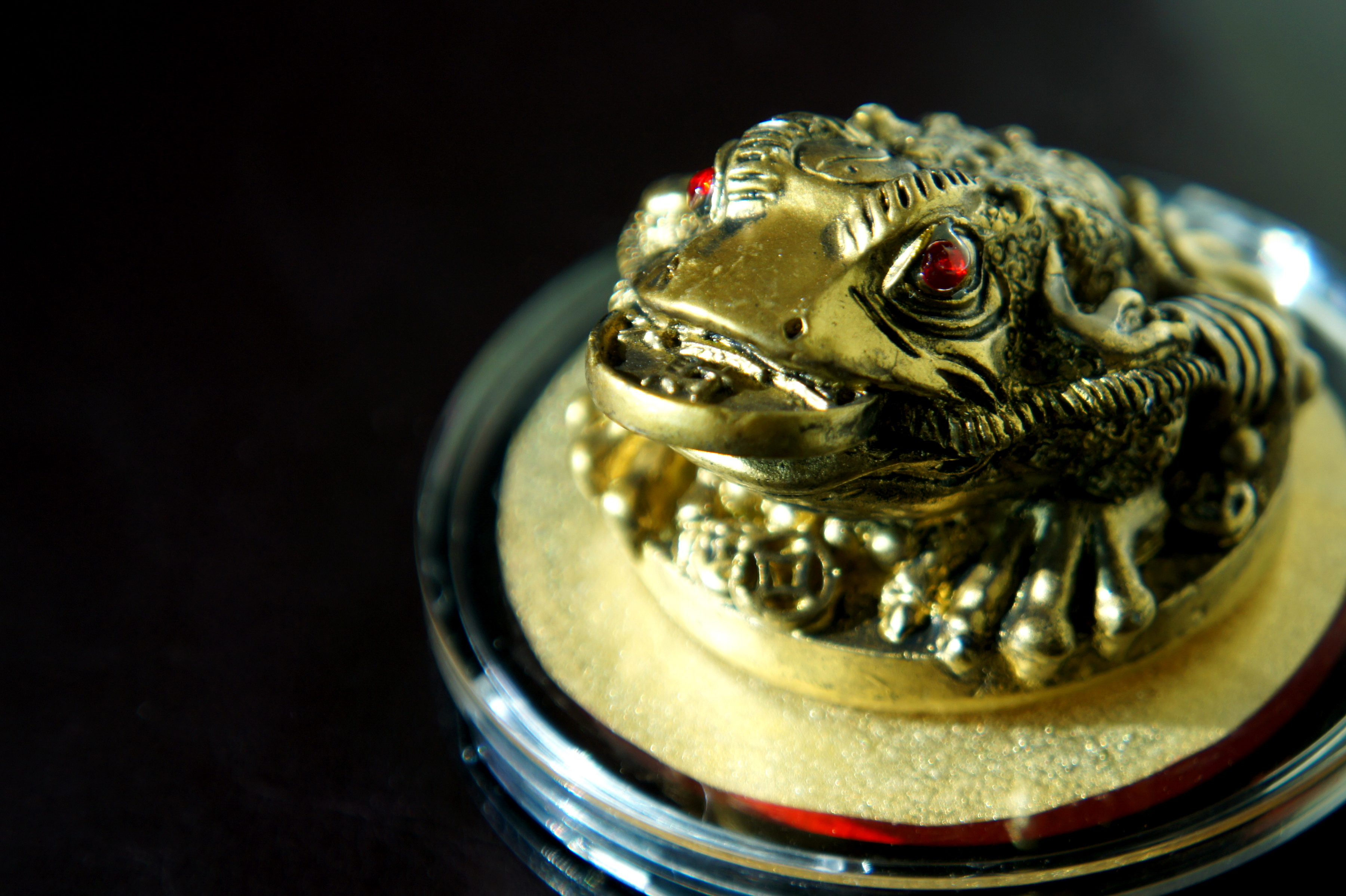
Tượng Cóc ba chân phong thủy (Kim Thiềm)

Tượng thú nhỏ (Animal figurine) là những bức tượng cở nhỏ mà có chạm khắc hình ảnh các loài vật hay hình ảnh tượng trưng đại diện cho động vật, tượng thú nhỏ có thể dùng là đồ trang trí (thường là trang trí nội thất), đồ chơi (giống như tò he, thú nhồi bông) hoặc đồ sưu tầm trong những bộ sưu tập. Chúng thường được làm bằng nhựa, gốm sứ hoặc kim loại, ngày nay là còn làm bằng đồng, đá, ngọc, ngà, vàng, bạc, gỗ. Các bức tượng nhỏ động vật cũng được tạo ra từ thủy tinh pha lê. Các bức tượng đồ đất nung với tạo hình nhân vật theo trường phái Staffordshire làm bằng đất nung của thế kỷ 18 và 19 rất phổ biến, trong đó hình tượng con chó trên tượng chó Staffordshire là phổ biến nhất, chúng thường được làm theo cặp.
Trong lịch sử, một số bức tượng nhỏ các loài thú đồ chơi được làm bằng chì và được một số nhà sản xuất tạo tác bao gồm cả thương hiệu Britains Limited, các công ty sản xuất mô hình thực tế bao gồm Safari Ltd, Schleich và Bullyland. Ông K. Narayanan là người nắm giữ kỷ lục tại Sách Kỷ lục Limca (một cuốn sách kỷ lục Ấn Độ) cho bộ sưu tập lớn nhất các bản sao tượng các loài vật thu nhỏ, với tổng số 1.773 đầu tượng tính đến ngày 12 tháng 6 năm 2011. Hãng Wade Ceramics đã tạo ra một dòng sản phẩm tượng nhỏ động vật bằng sứ (và đôi khi là chất liệu khác) được phân phối như một món quà cao cấp trong thương hiệu Trà Hoa Hồng Đỏ (Red Rose Tea) ở Canada và Hoa Kỳ từ năm 1973 đến năm 2018. Chúng đã trở thành vật sưu tầm phổ biến. Ngày nay ở châu Á, những tượng thú nhỏ còn được bày bán như tượng thú phong thủy trong ngành phong thủy.